# Pfarrhaus (Unterreitnau)

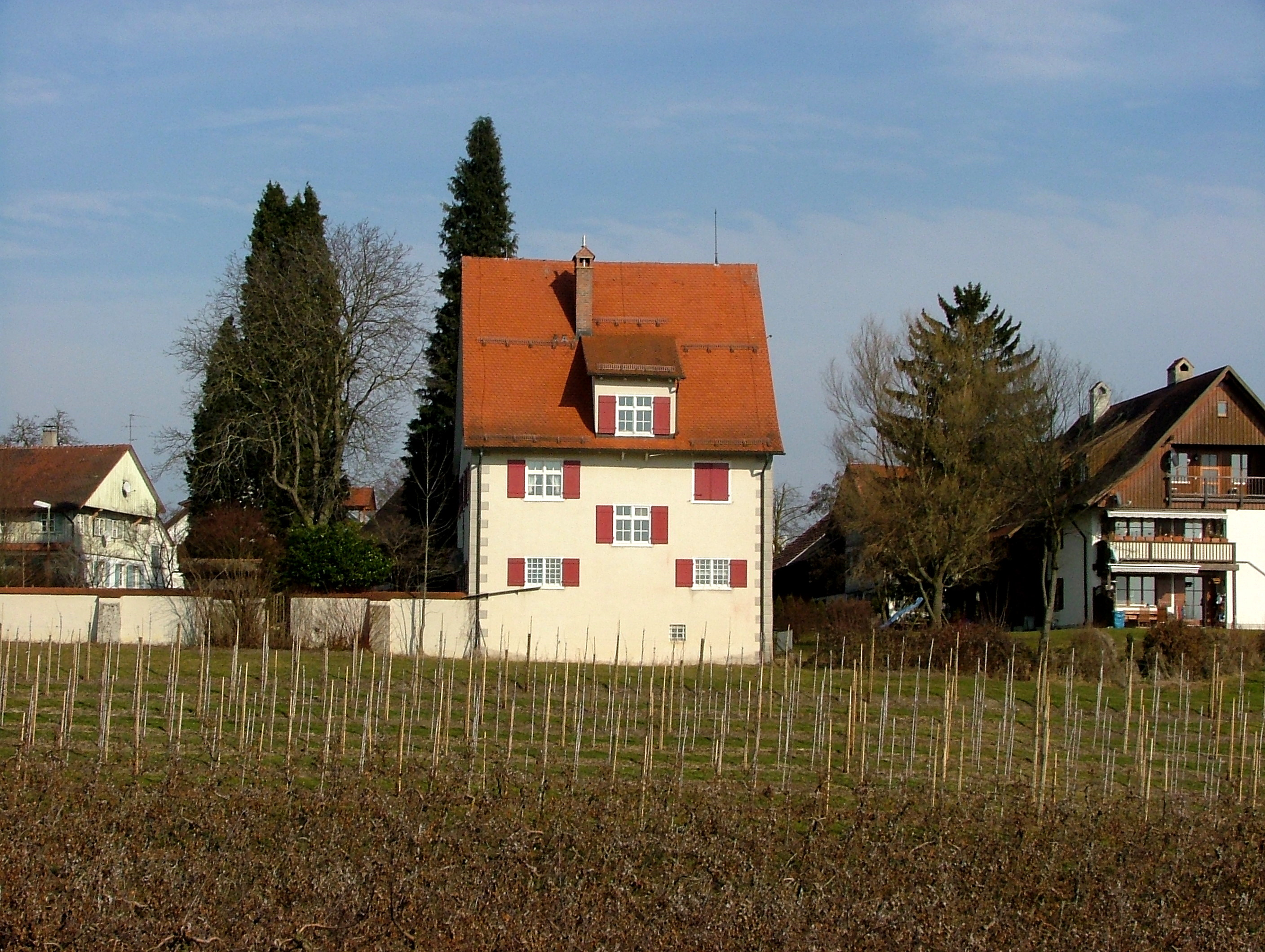
Pfarrhaus in Unterreitnau

Das Pfarrhaus in Unterreitnau, einem Stadtteil von Lindau im schwäbischen Landkreis Lindau in Bayern, wurde im Jahr 1685 errichtet. Das Pfarrhaus südlich der Pfarr- und Wallfahrtskirche St. Urban und St. Silvester ist ein geschütztes Baudenkmal.
Der zweigeschossige Satteldachbau ist über dem Nordeingang mit der Jahreszahl 1685 bezeichnet. Darüber befindet sich das Wappen von Ildefons Rem, Abt des Klosters St. Georg in Isny.